# 固有モード展開
固有モード展開（Eigenmode Expansion : EME）とは、電磁場解析における数値計算法の一つである。モード整合法(mode matching technique)や双方向固有モード伝搬法(bidirectional eigenmode propagation method)などとも呼ばれる。固有モード展開は、線形な周波数領域解析である。
固有モード展開は光導波路解析において時間領域差分法(FDTD)、有限要素法(FEM)、ビーム伝搬法(BPM)と比べ大きな利点を有しており、光ファイバデバイスやシリコンフォトニクスデバイスの設計に役立つ。

## 原理
固有モード展開は、導波路断面中の互いに直行する固有モードを用いて電磁伝搬を解析する厳密な手法である。固有モードは導波路断面に対してマクスウェル方程式を解くことによって得られる。各モード解がフルベクトルであるならば、固有モード展開もまたフルベクトル解析となる。
典型的な導波路には互いに独立ないくつかの導波モードと無限の放射モードが存在する。導波モードと放射モードは正規直交基底をなす。多くの場合僅かなモードのみを考慮すれば良いことを考えると、固有モード展開は非常に強力な解析法である。
数学的定式化から分かるように、この手法は本質的に双方向的である。断面の異なる導波路への接続や、不均一な構造のモデル化のために散乱行列（S行列）が利用される。z方向(光の伝搬方向)に沿って連続的に変化する構造に対してはz成分を離散化した形式を用いる。テーパーを解析するための高度なアルゴリズムも開発されている。

## 数式
屈折率がz方向に一様な光導波路構造を考える。光波は単一波長であり時間の項は{\displaystyle \exp(i\omega t)}として分離されているものとする。このときマクスウェル方程式の解は次のような形をとる。
{\displaystyle E(x,y,z)=E(x,y)e^{i\beta z}}
ここで、{\displaystyle E(x,y)}と{\displaystyle \beta }はそれぞれ単純な調和的z依存性を持つ固有関数と固有値である。このとき、順方向及び逆方向の導波モードの任意の重ね合わせもまたマクスウェル方程式の解となる。
{\displaystyle E(x,y,z)=\sum _{k=1}^{M}\left(a_{k}e^{i\beta _{k}z}+b_{k}e^{-i\beta _{k}z}\right)E_{k}(x,y)}
{\displaystyle H(x,y,z)=\sum _{k=1}^{M}\left(a_{k}e^{i\beta _{k}z}+b_{k}e^{-i\beta _{k}z}\right)H_{k}(x,y)}
モードが有限個であるならば、これらの式は線形媒質中におけるマクスウェル方程式の厳密解である。
z方向に沿って構造が変化する場合、異なるモード間の結合は散乱行列によって与えられる。ステップ状に構造が変化する場合の散乱行列は、媒質界面でのマクスウェル方程式の境界条件を適用することで求めることができる。これには界面の両側のモードの重なりを計算する必要がある。テーバー構造のように連続的に構造が変化する場合、散乱行列はz方向に沿って離散化することで求められる。

## 長所
- 導波路型光学部品やファイバ集積構造の設計において理想的な手法である。モードの計算には構造の対称性を利用でき、例えば円筒対称の構造などは非常に効率的にモデル化できる。
- モードがフルベクトル的であれば固有モード展開の解もまたフルベクトルであり、また完全に双方向的である。
- 散乱行列を利用することで反射を考慮できる。
- 緩慢変化包絡線近似（英語版）が必要なBPMと異なり、固有モード展開はマクスウェル方程式の厳密解である。
- 伝搬方向に対して細かい離散化(例えば波長程度)を必要としないため、FDTDやFEMと比べ非常に効率的である。
- 散乱行列を利用することで、一部のみを変更すれば再計算できるような柔軟な計算フレームワークを構築でき、パラメータスキャンなどにおいて有利である。
- 長大なデバイスや金属を含むデバイスの解析に有利である。

## 短所
- 線形問題にしか適用できない。
- 極めて多くのモードが存在するような断面に対して非効率的であり、このため３次元問題の解析において導波路断面のサイズが制限される。